# Sportanlage Buechenwald
Die Sportanlage Buechenwald ist eine neue Sportanlage in Gossau. Sie beinhaltet Hallenbad, Freibad, Fußballplätze incl. Tribüne und eine Mehrfachsporthalle.

## Hallenbad
Raphael Zuber gewann in Zusammenarbeit mit Ferrari Gartmann, Maurus Schifferli und Thomas Melliger den 2018 ausgeschriebenen Wettbewerb für das neue Hallenbad mit Freibadanlage im rückliegenden Bereich. In der Jury saßen unter anderem Valentin Bearth und Bruno Bosshart. 2025 soll der Neubau fertiggestellt werden.

## Freiraum
Die Planung der Außenanlagen gestaltet der Berner Landschaftsarchitekt Maurus Schifferli. Es werden fünf Fußballfelder, zwei Beachvolleyballfelder, eine Spielwiese, Leichtathletikbahnen, ein Spielplatz und 167 Parkplätze angelegt.

## Stadion
Das Stadion wurde am 18. Mai 1952 eingeweiht und ist das Heimstadion des FC Gossau. Es verfügt über eine Flutlichtanlage und seit 2006 besteht die Spielfläche aus Kunstrasen. Die Kapazität betrug rund 3500 Zuschauer, davon 3000 Sitz- und 500 Stehplätze. Architekt Christoph Giger zeichnet verantwortlich für das neue Tribünengebäude mit 600 Sitzplätzen.

## Mehrfachsporthalle
Im 2. Bauabschnitt ist eine Mehrfachsporthalle geplant.